# Antisocial (canción)
«Antisocial» es una canción compuesta por Bernie Bonvoisin y Norbert Krief del grupo francés Trust de su álbum de 1980 Repression.
La canción aparece en los videojuegos de Guitar Hero III como contenido descargable, en Guitar Hero World Tour, y en Rayman Legends en el nivel Dragon Slayer.

## Versión de Anthrax
La canción fue versionada por el grupo de Thrash Metal Anthrax en su álbum State of Euphoria siendo más popular que la versión de Trust. La canción fue lanzada como sencillo en 1989 llegando al número 44 en las listas de Inglaterra. Una versión en francés fue lanzada en su EP Penikufesin en 1989.

## Apariciones
En su idioma original ha sido versionada por artistas tales como Tagada Jones, Loo & Placido junto a Suprême NTM o Solange.
La versión en inglés fue versionada por el grupo finés Children of Bodom en su álbum Skeletons in the closet.
El grupo español Los Suaves incluye una versión en castellano en su álbum San Francisco Express y años más tarde sería versionada también en español, con una adaptación realizada desde la versión en inglés, por parte de los argentinos Zoofilia en su álbum El orden del caos.
- Datos: Q2853393